# 關站 (岐阜縣)
關站（日语：／ Seki eki */?）是位於岐阜縣關市東櫻町，長良川鐵道的越美南線車站。車站編號是10。
在1999年至2005年之間，名古屋鐵道美濃町線曾經駛入此站。

## 歷史
- 1923年（大正12年）10月5日 - 越美南線 美濃太田站至美濃町站（現時：美濃市站）之間開通，此站啟用。當時車站名為美濃關站[1]。為旅客和貨物車站。
- 1974年（昭和49年）10月1日 - 結束貨物起卸業務[1]。
- 1986年（昭和61年）12月11日 - 國鐵越美南線由長良川鐵道接管，成為長良川鐵道車站[1]。同時此站改名為關站[1]。
- 1999年（平成11年）4月1日 - 名古屋鐵道美濃町線關站啟用[1]。美濃町線新關站至美濃站之間廢止，越美南線此站至美濃市站成為了替代路線[1]。
- 2005年（平成17年）4月1日 - 名鐵關站廢止。此站回復至長良川鐵道單獨車站[2]。
- 2019年（平成31年）4月27日 - 車站大樓內開設鐵道模型租場景處。

## 車站構造
車站是一座地面車站，設有2面2線相對式月台。在下行月台後方設有1條路軌用作停泊車輛。
此站是整日有人車站。設有自動售票機。車站大樓和車庫位於東邊月台，西邊設有前美濃町線月台出入口和前往岐阜巴士關城市總站的出入口。合共有3所出入口。在車庫內設有檢査和夜間停泊功能。在車庫旁為長良川鐵道總部。兩月台之間設有站內平交道。
在東出口站前與關城市總站設有廁所，均為男女分開濕廁和設有無障礙設施。在配線上，出入車庫必須經過1號月台。當在2號月台或側線進出車庫，需要前往美濃市一方的本線隨後折返往1號月台。

### 月台
| 月台 | 路線      | 方向                                 |
| ---- | --------- | ------------------------------------ |
| 1    | ■越美南線 | 富加、美濃太田方向                   |
| 2    | ■越美南線 | 美濃市、郡上八幡、美濃白鳥、北濃方向 |

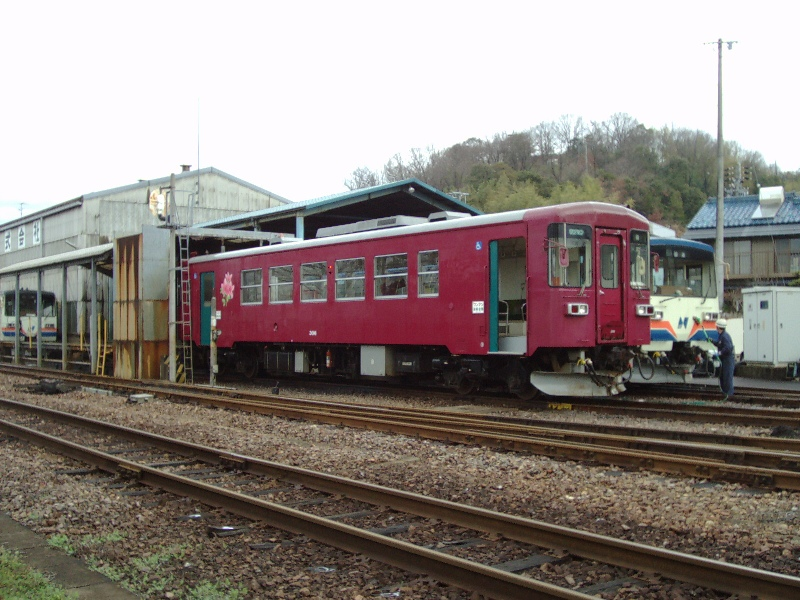
長良川鐵道關站內的車庫
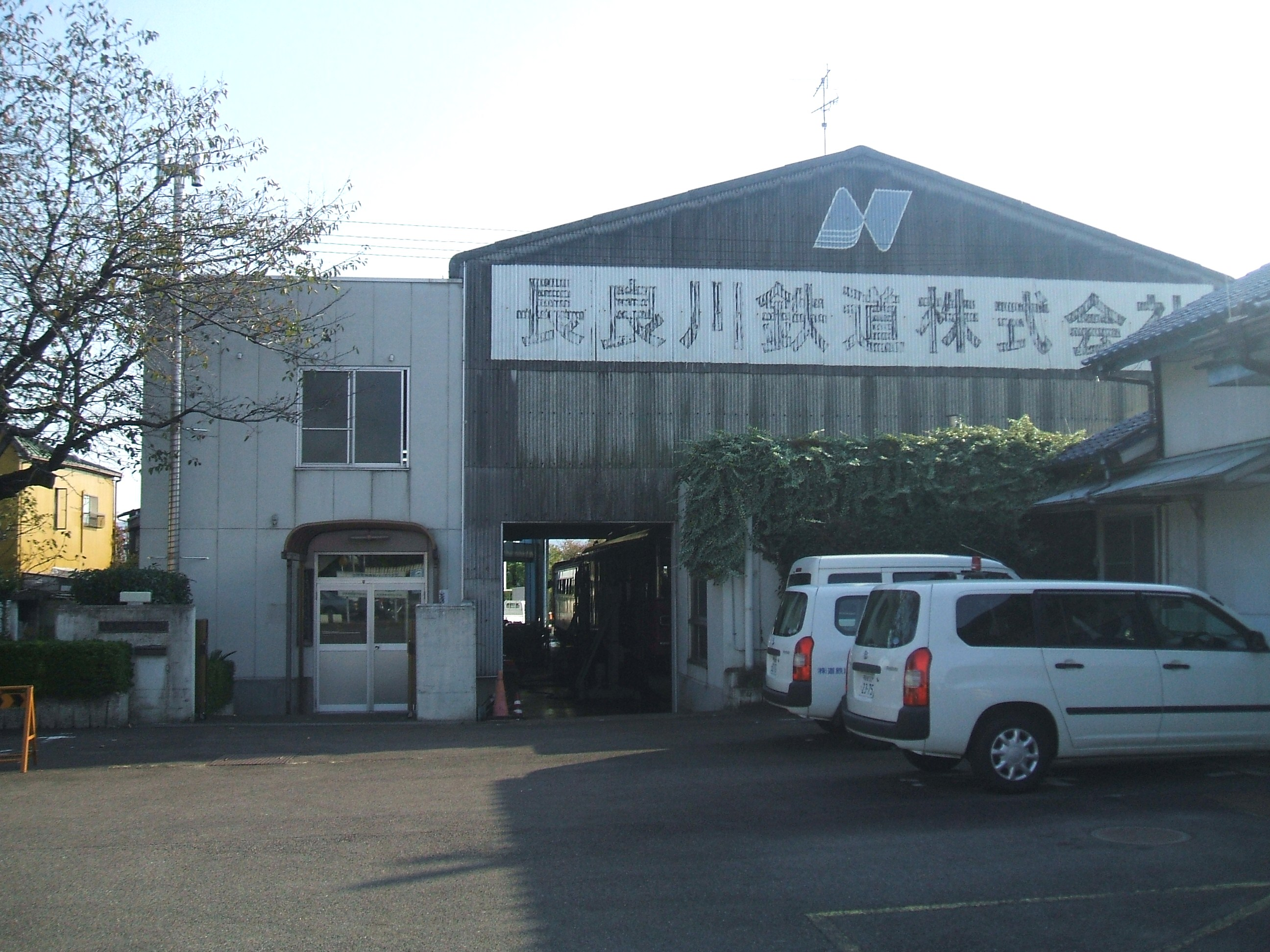
車站東邊為總部和車庫
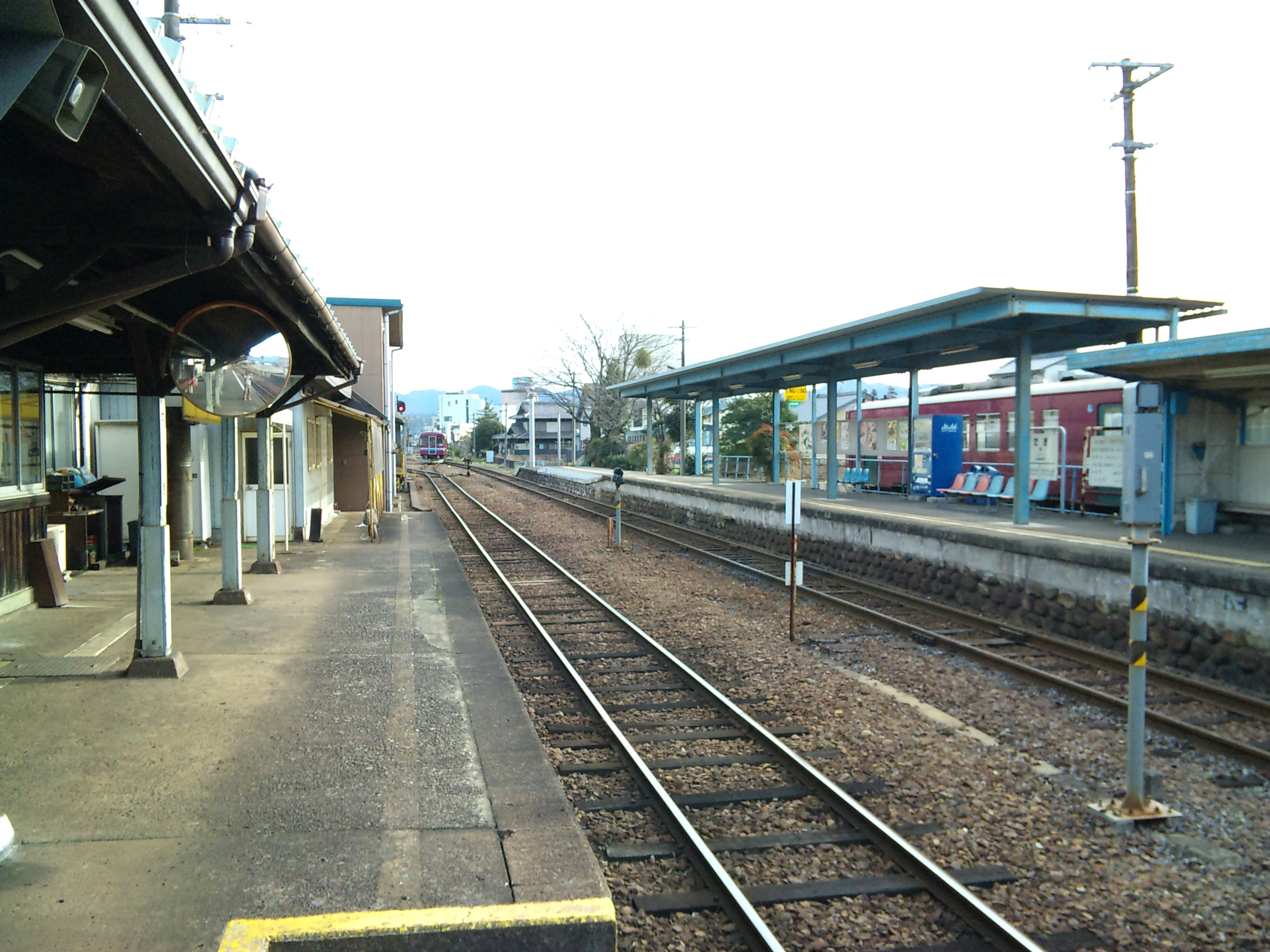
月台(2009年3月)

## 名古屋鐵道（廢止）
在長良川鐵道月台南邊設有1面1線（路軌與乘車處與候車室同一高度）名鐵美濃町線月台。而長良川鐵道1號月台（郡上八幡、白鳥方向）與名鐵車站相同高度。現時包含此站在內，美濃町線全區間已經廢止。此站是名鐵在1995年瀨戶線印場站啟用4年以來建設新車站。

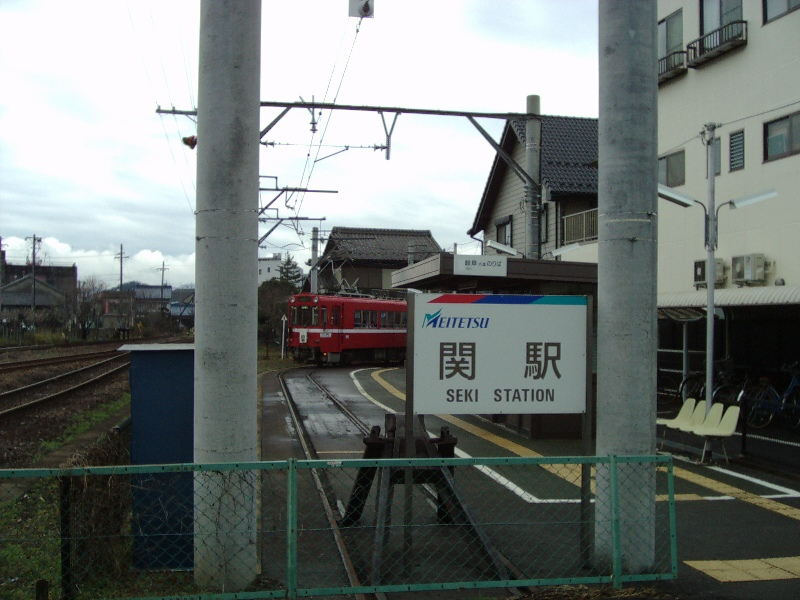
在關站出發的名鐵Mo600形電動列車
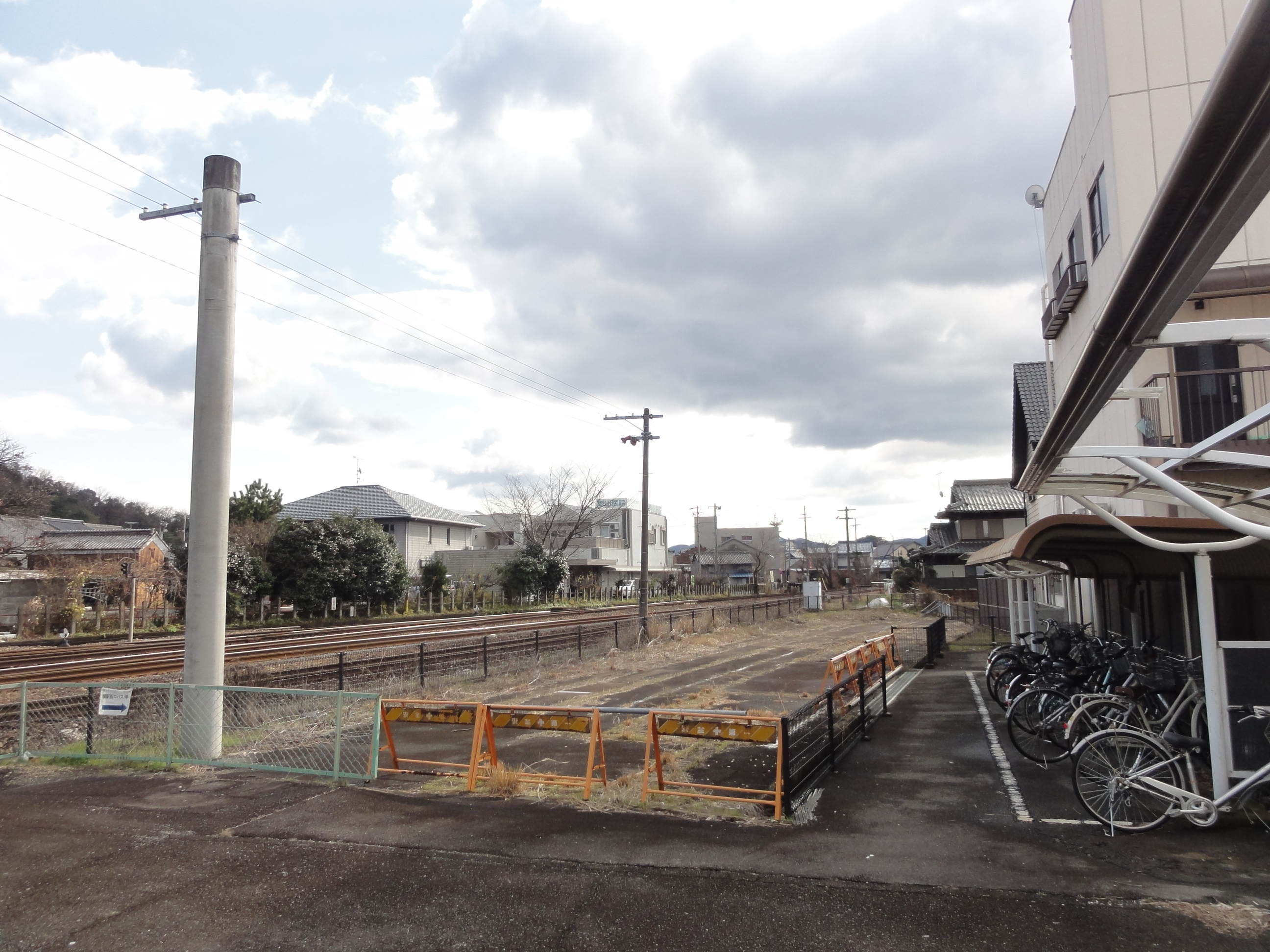
廢止後的車站遺址

## 使用狀況
以下為近年1日平均乘車人次列表
| 上落車人次變化 | 上落車人次變化   |
| 年度           | 1日平均 乘車人次 |
| -------------- | ---------------- |
| 2000           | 863              |
| 2001           | 681              |
| 2002           | 574              |
| 2003           | 563              |
| 2004           | 546              |
| 2005           | 375              |
| 2006           | 378              |
| 2007           | 435              |
| 2008           | 387              |
| 2009           | 358              |
| 2010           | 367              |
| 2011           | 369              |

## 車站周邊
雖然車站名為「關站」，實際上車站位於關市區北邊。最接近關市中心的車站是鄰站關照前站。而此站是關市內唯一鐵路與巴士的樞紐車站。
- 關市文化會館（日语：関市文化会館）
- 關勞動基準監督署
- 日吉丘保育園
- 關善光寺（日语：宗休寺）
- 安櫻山公園
- FamilyMart 關櫻町店
- 早川醫院
- 本田齒科診所
- FEATHER安全剃刀（日语：フェザー安全剃刀）綜合研究所
- 安櫻台
- 岐阜縣道281號關美濃線（日语：岐阜県道281号関美濃線）
- 岐阜縣道60號美濃關停車場線（日语：岐阜県道60号美濃関停車場線）
- 關榮町郵局

在西出口南邊設有便利商店。此站設有前往SunSunCity Mago（以前是AEON）的免費穿梭巴士。

## 相鄰車站
長良川鐵道
越美南線
关照前（6）－關（7）－關市役所前（8）

### 曾經存在的路線
名古屋鐵道
■美濃町線
新關－關

## 注腳
1. 1 2 3 4 5 6 7  曾根悟（監修）. 朝日新聞出版分冊百科編集部（編集） , 编. . 週刊朝日百科. 26号 長良川鉄道・明知鉄道・樽見鉄道・三岐鉄道・伊勢鉄道. 朝日新聞出版. 2011-09-18: 10-11 （日语）.
2. 1 2 3  今尾惠介（監修）.  7 東海. 新潮社. 2008: 51–52. ISBN 978-4-10-790025-8 （日语）.
3. ↑  關市統計書

## 外部連結
- 關站｜【官方網站】長良川鐵道株式會社 （页面存档备份，存于）（日語）